# Olympische Winterspiele 2014/Freestyle-Skiing
Bei den XXII. Olympischen Winterspielen 2014 in Sotschi fanden zehn Wettbewerbe im Freestyle-Skiing statt. Austragungsort sämtlicher Wettkämpfe war der Rosa Chutor Extreme Park bei Krasnaja Poljana. Erstmals standen je zwei Halfpipe- und Slopestyle-Wettbewerbe auf dem Programm.

## Bilanz

### Medaillenspiegel
| Platz | Land                | Gold | Silber | Bronze | Gesamt |
| ----- | ------------------- | ---- | ------ | ------ | ------ |
| 1     | Kanada              | 4    | 4      | 1      | 9      |
| 2     | Vereinigte Staaten  | 3    | 2      | 2      | 7      |
| 3     | Belarus             | 2    | –      | –      | 2      |
| 4     | Frankreich          | 1    | 2      | 2      | 5      |
| 5     | Australien          | –    | 1      | 1      | 2      |
| 5     | Volksrepublik China | –    | 1      | 1      | 2      |
| 8     | Japan               | –    | –      | 1      | 1      |
| 8     | Russland            | –    | –      | 1      | 1      |
| 8     | Schweden            | –    | –      | 1      | 1      |

### Medaillengewinner
| Konkurrenz  | Gold                  | Silber           | Bronze                 |
| ----------- | --------------------- | ---------------- | ---------------------- |
| Aerials     | Anton Kuschnir        | David Morris     | Jia Zongyang           |
| Halfpipe    | David Wise            | Mike Riddle      | Kévin Rolland          |
| Buckelpiste | Alexandre Bilodeau    | Mikaël Kingsbury | Alexander Smyschljajew |
| Skicross    | Jean-Frédéric Chapuis | Arnaud Bovolenta | Jonathan Midol         |
| Slopestyle  | Joss Christensen      | Gus Kenworthy    | Nick Goepper           |

| Konkurrenz  | Gold                    | Silber                | Bronze         |
| ----------- | ----------------------- | --------------------- | -------------- |
| Aerials     | Ala Zuper               | Xu Mengtao            | Lydia Lassila  |
| Halfpipe    | Maddie Bowman           | Marie Martinod        | Ayana Onozuka  |
| Buckelpiste | Justine Dufour-Lapointe | Chloé Dufour-Lapointe | Hannah Kearney |
| Skicross    | Marielle Thompson       | Kelsey Serwa          | Anna Holmlund  |
| Slopestyle  | Dara Howell             | Devin Logan           | Kim Lamarre    |

## Ergebnisse Männer

### Aerials
| Platz | Land | Sportler                | Punkte |
| ----- | ---- | ----------------------- | ------ |
| 1     | BLR  | Anton Kuschnir          | 134,50 |
| 2     | AUS  | David Morris            | 110,41 |
| 3     | CHN  | Jia Zongyang            | 095,06 |
| 4     | CHN  | Qi Guangpu              | 090,00 |
| 5     | USA  | Mac Bohonnon            | 113,72 |
| 6     | UKR  | Oleksandr Abramenko     | 113,12 |
| 7     | CAN  | Travis Gerrits          | 111,95 |
| 8     | BLR  | Dsmitryj Daschtschynski | 100,45 |
| 9     | BLR  | Dsjanis Ossipou         | 099,36 |
| 10    | RUS  | Pawel Krotow            | 096,46 |

Datum: 17. Februar 2014, 17:45 Uhr (Qualifikation), 21:30 Uhr (Finale)
Anlage: „Rosa Air“ 

Anlauflänge: 70 m; Anlaufgefälle: 27° 

Auslauflänge: 26 m; Auslaufgefälle: 39°
21 Teilnehmer aus 9 Ländern, alle in der Wertung.

### Halfpipe
| Platz | Land | Sportler               | Punkte |
| ----- | ---- | ---------------------- | ------ |
| 1     | USA  | David Wise             | 92,00  |
| 2     | CAN  | Mike Riddle            | 90,60  |
| 3     | FRA  | Kévin Rolland          | 88,60  |
| 4     | NZL  | Josiah Wells           | 85,60  |
| 5     | CAN  | Noah Bowman            | 82,60  |
| 6     | NZL  | Beau-James Wells       | 80,00  |
| 7     | USA  | Aaron Blunck           | 79,40  |
| 8     | FIN  | Antti-Jussi Kemppainen | 78,20  |
| 9     | NZL  | Lyndon Sheehan         | 72,60  |
| 10    | FRA  | Benoît Valentin        | 61,00  |
|       |      |                        |        |
| 14    | SUI  | Yannic Lerjen          | 67,60  |
| 18    | SUI  | Joel Gisler            | 60,80  |
| 19    | AUT  | Marco Ladner           | 58,60  |
| 20    | AUT  | Andreas Gohl           | 54,80  |

Datum: 18. Februar 2002, 18:40 Uhr (Qualifikation), 22:00 Uhr (Finale)
Anlage: „Rosa Pipe“ 

Länge: 190 m; Breite: 21 m; innere Wandhöhe: 6,8 m
29 Teilnehmer aus 13 Ländern, davon 28 in der Wertung.

### Buckelpiste
| Platz | Land | Sportler               | Punkte |
| ----- | ---- | ---------------------- | ------ |
| 1     | CAN  | Alexandre Bilodeau     | 26,31  |
| 2     | CAN  | Mikaël Kingsbury       | 24,71  |
| 3     | RUS  | Alexander Smyschljajew | 24,34  |
| 4     | CAN  | Marc-Antoine Gagnon    | 23,35  |
| 5     | KAZ  | Dmitri Reicherd        | 22,80  |
| 6     | USA  | Patrick Deneen         | 22,16  |
| 7     | AUS  | Matt Graham            | 23,31  |
| 8     | FRA  | Benjamin Cavet         | 22,46  |
| 9     | CAN  | Philippe Marquis       | 22,25  |
| 10    | KAZ  | Pawel Kolmakow         | 20,03  |

Datum: 10. Februar 2002, 18:00 Uhr (Qualifikation), 22:00 Uhr (Finale)
Piste: „Rosa Mogul“ 

Pistenlänge: 247 m; Pistenbreite: 19 m; Gefälle: 28°
29 Teilnehmer aus 11 Ländern, davon 28 in der Wertung.

### Skicross
| Platz | Land | Sportler              |
| ----- | ---- | --------------------- |
| 1     | FRA  | Jean-Frédéric Chapuis |
| 2     | FRA  | Arnaud Bovolenta      |
| 3     | FRA  | Jonathan Midol        |
| 4     | CAN  | Brady Leman           |
| 5     | RUS  | Jegor Korotkow        |
| 6     | SLO  | Filip Flisar          |
| 7     | SUI  | Armin Niederer        |
| 8     | GER  | Florian Eigler        |
| 9     | SWE  | Victor Öhling Norberg |
| 10    | FRA  | Jonas Devouassoux     |
|       |      |                       |
| 12    | GER  | Andreas Schauer       |
| 14    | AUT  | Andreas Matt          |
| 16    | GER  | Thomas Fischer        |
| 19    | GER  | Daniel Bohnacker      |
| 20    | AUT  | Christoph Wahrstötter |
| 24    | AUT  | Patrick Koller        |
| 27    | AUT  | Thomas Zangerl        |
| 31    | SUI  | Alex Fiva             |

Datum: 20. Februar 2014, 11:45 Uhr (Qualifikation), 13:30 Uhr (Finale)
Piste: „Rosa X Snake“ 

Start: 1201 m; Ziel: 1014 m; Länge: 1250 m; Höhenunterschied: 187 m
32 Teilnehmer aus 13 Ländern, davon 31 in der Wertung. Nicht gestartet: Mike Schmid (SUI).

### Slopestyle
| Platz | Land | Sportler          | Punkte |
| ----- | ---- | ----------------- | ------ |
| 1     | USA  | Joss Christensen  | 95,60  |
| 2     | USA  | Gus Kenworthy     | 93,60  |
| 3     | USA  | Nick Goepper      | 92,40  |
| 4     | NOR  | Andreas Håtveit   | 91,80  |
| 5     | GBR  | James Woods       | 86,60  |
| 6     | SWE  | Henrik Harlaut    | 84,40  |
| 7     | NOR  | Aleksander Aurdal | 81,80  |
| 8     | AUS  | Russell Henshaw   | 80,40  |
| 9     | USA  | Bobby Brown       | 78,40  |
| 10    | NOR  | Øystein Bråten    | 66,40  |
|       |      |                   |        |
| 14    | AUT  | Luca Tribondeau   | 80,80  |
| 15    | ITA  | Markus Eder       | 79,00  |
| 16    | SUI  | Kai Mahler        | 76,20  |
| 20    | GER  | Benedikt Mayr     | 67,60  |
| 22    | SUI  | Elias Ambühl      | 65,80  |
| 23    | SUI  | Fabian Bösch      | 63,00  |
| 32    | SUI  | Luca Schuler      | 06,80  |

Datum: 13. Februar 2014, 11:10 Uhr (Qualifikation), 14:04 Uhr (Finale)
Anlage: „Rosa Style“ 

Start: 1162 m; Ziel: 1015 m; Höhenunterschied: 147 m; Länge: 635 m 

Sprünge: 3; Jibbing-Elemente: 3
32 Teilnehmer aus 15 Ländern, alle in der Wertung.

## Ergebnisse Frauen

### Aerials
| Platz | Land | Sportlerin              | Punkte |
| ----- | ---- | ----------------------- | ------ |
| 1     | BLR  | Ala Zuper               | 98,01  |
| 2     | CHN  | Mengtao Xu              | 83,50  |
| 3     | AUS  | Lydia Lassila           | 72,12  |
| 4     | CHN  | Nina Li                 | 46.02  |
| 5     | CHN  | Shuang Cheng            | 87,42  |
| 6     | KAZ  | Schanbota Aldabergenowa | 68,44  |
| 7     | AUS  | Laura Peel              | 64,50  |
| 8     | USA  | Emily Cook              | 64,50  |
| 9     | AUS  | Danielle Scott          | 76,23  |
| 10    | USA  | Ashley Caldwell         | 72,80  |
|       |      |                         |        |
| 14    | SUI  | Tanja Schärer           | 77,17  |

Datum: 14. Februar 2014, 17:45 Uhr (Qualifikation), 21:30 Uhr (Finale)
Anlage: „Rosa Air“ 

Anlauflänge: 70 m; Anlaufgefälle: 27° 

Auslauflänge: 26 m; Auslaufgefälle: 39°
23 Teilnehmerinnen aus 9 Ländern, davon 22 in der Wertung.

### Halfpipe
| Platz | Land | Sportlerin          | Punkte |
| ----- | ---- | ------------------- | ------ |
| 1     | USA  | Maddie Bowman       | 89,00  |
| 2     | FRA  | Marie Martinod      | 85,40  |
| 3     | JPN  | Ayana Onozuka       | 83,20  |
| 4     | SUI  | Virginie Faivre     | 78,00  |
| 5     | NZL  | Janina Kuzma        | 77,00  |
| 6     | USA  | Brita Sigourney     | 76,00  |
| 7     | CAN  | Rosalind Groenewoud | 74,20  |
| 8     | SUI  | Mirjam Jäger        | 71,20  |
| 9     | USA  | Annalisa Drew       | 66,40  |
| 10    | AUS  | Amy Sheehan         | 40,60  |
|       |      |                     |        |
| 14    | GER  | Sabrina Cakmakli    | 64,80  |
| 22    | SUI  | Nina Ragettli       | 18,00  |

Datum: 20. Februar 2014, 18:30 Uhr (Qualifikation), 21:55 Uhr (Finale)
Anlage: „Rosa Pipe“ 

Länge: 190 m; Breite: 21 m; innere Wandhöhe: 6,8 m
23 Teilnehmerinnen aus 13 Ländern, alle in der Wertung.

### Buckelpiste
| Platz | Land | Sportlerin              | Punkte |
| ----- | ---- | ----------------------- | ------ |
| 1     | CAN  | Justine Dufour-Lapointe | 22,44  |
| 2     | CAN  | Chloé Dufour-Lapointe   | 21,66  |
| 3     | USA  | Hannah Kearney          | 21,49  |
| 4     | JPN  | Aiko Uemura             | 20,66  |
| 5     | AUS  | Britteny Cox            | 19,43  |
| 6     | USA  | Eliza Outtrim           | 19,37  |
| 7     | KAZ  | Julija Galyschewa       | 21,12  |
| 8     | RUS  | Regina Rachimowa        | 21,07  |
| 9     | CZE  | Nikola Sudová           | 20,97  |
| 10    | CAN  | Audrey Robichaud        | 20,35  |
|       |      |                         |        |
| 22    | GER  | Laura Grasemann         | 15,76  |

Qualifikation: 6. Februar 2014, 18:00 Uhr 

Finale: 8. Februar 2014, 22:00 Uhr
Piste: „Rosa Mogul“ 

Pistenlänge: 247 m; Pistenbreite: 19 m; Gefälle: 28°
30 Teilnehmerinnen aus 13 Ländern, davon 26 in der Wertung.

### Skicross
| Platz | Land | Sportlerin           |
| ----- | ---- | -------------------- |
| 1     | CAN  | Marielle Thompson    |
| 2     | CAN  | Kelsey Serwa         |
| 3     | SWE  | Anna Holmlund        |
| 4     | FRA  | Ophélie David        |
| 5     | SWE  | Sandra Näslund       |
| 6     | AUT  | Katrin Ofner         |
| 7     | AUS  | Katya Crema          |
| 8     | SUI  | Fanny Smith          |
| 9     | GER  | Anna Wörner          |
| 10    | SUI  | Katrin Müller        |
| 11    | SUI  | Sanna Lüdi           |
|       |      |                      |
| 18    | GER  | Heidi Zacher         |
| 22    | AUT  | Andrea Limbacher     |
| 23    | AUT  | Christina Staudinger |
| 25    | SUI  | Jorinde Müller       |

Datum: 21. Februar 2014, 11:45 Uhr (Qualifikation), 13:30 Uhr (Finale)
Piste: „Rosa X Snake“ 

Start: 1201 m; Ziel: 1014 m; Länge: 1250 m; Höhenunterschied: 187 m
28 Teilnehmerinnen aus 12 Ländern, alle in der Wertung.

### Slopestyle
| Platz | Land | Sportlerin        | Punkte |
| ----- | ---- | ----------------- | ------ |
| 1     | CAN  | Dara Howell       | 94,20  |
| 2     | USA  | Devin Logan       | 85,40  |
| 3     | CAN  | Kim Lamarre       | 85,00  |
| 4     | AUS  | Anna Segal        | 77,00  |
| 5     | SWE  | Emma Dahlström    | 75,4   |
| 6     | CAN  | Yuki Tsubota      | 71,60  |
| 7     | GBR  | Katie Summerhayes | 70,60  |
| 8     | ITA  | Silvia Bertagna   | 69,60  |
| 9     | SUI  | Eveline Bhend     | 63,20  |
| 10    | USA  | Keri Herman       | 50,00  |
|       |      |                   |        |
| 12    | SUI  | Camillia Berra    | 30,40  |
| 14    | GER  | Lisa Zimmermann   | 67,20  |
| 16    | AUT  | Philomena Bair    | 57,60  |

Datum: 11. Februar 2014, 10:45 Uhr (Qualifikation), 13:29 Uhr (Finale)
Anlage: „Rosa Style“ 

Start: 1162 m; Ziel: 1015 m; Höhenunterschied: 147 m; Länge: 635 m 

Sprünge: 3; Jibbing-Elemente: 3
22 Teilnehmerinnen aus 15 Ländern, alle in der Wertung.